# Metamorphoses (album)
Pour les articles homonymes, voir Métamorphose.
Albums de Jean Michel Jarre
Odyssey Through O2
(1998) Sessions 2000
(2002)
Metamorphoses est le douzième album studio de Jean-Michel Jarre sorti en 2000. On y retrouve Laurie Anderson et Natacha Atlas comme invitées. 

## Liste des morceaux
| 1.    | Je me souviens (avec Laurie Anderson) | 4:24 |
| 2.    | C'est la vie (avec Natacha Atlas)     | 7:10 |
| 3.    | Rendez-vous à Paris                   | 4:18 |
| 4.    | Hey Gagarin                           | 6:20 |
| 5.    | Millions of Stars                     | 5:40 |
| 6.    | Tout est bleu                         | 6:01 |
| 7.    | Love Love Love                        | 4:26 |
| 8.    | Bells                                 | 3:48 |
| 9.    | Miss Moon                             | 6:08 |
| 10.   | Give Me a Sign                        | 3:49 |
| 11.   | Gloria, Lonely Boy                    | 5:32 |
| 12.   | Silhouette                            | 2:29 |
| 61:55 |                                       |      |

## Musiciens
- Jean-Michel Jarre : claviers, voix, effets de voix
- Joachim Garraud : claviers additionnels, programmation batterie
- Francis Rimbert (en) : claviers additionnels
- Raphael Garraud : claviers additionnels
- Christopher Papendieck : basse claviers additionnels
- Laurie Anderson : chant sur Je me souviens
- Natacha Atlas : chant sur C'est la vie
- Sharon Corr : violon sur Rendez-vous à Paris
- Veronique Bossa : chant sur Give Me a Sign et Millions of Stars
- Dierdre Dubois : chant sur Miss Moon
- Lisa Jacobs (en) : chant sur Millions of Stars
- Ozlem Cetin : chant sur Silhouette
- Olivier Constantin : chant
- Leslie Jacobs (en) : chant
- Rabah Khalfa : bendir, darbouka
- Jean Baptiste Saudray : direction chœurs
- Yvan Cassar : arrangement des cordes
- Christophe Martin de Montagu : consultant et pré-production